# Sant Jaume de Llierca
Sant Jaume de Llierca est une commune catalane de la comarque de la Garrotxa, connue anciennement sous le nom de Palau de Montagut ou Palau d'Avall.

## Géographie
Le fleuve Fluvià divise le territoire en deux grandes zones : à gauche, où le terrain est plat, se trouve l’essentiel de la population ainsi que l’activité industrielle ; sur la partie droite du fleuve, le terrain est accidenté et boisé de pins et de chênes. Quand le Fluvià traverse le village, il conflue avec le Llierca, rivière qui marque le limite du territoire municipal. Les communes limitrophes sont, au nord-ouest Montagut i Oix, à l’est Argelaguer et au sud les villages de Sant Joan les Fonts, Santa Pau et Sant Ferriol.

### Lieux de peuplement
- Sant Jaume de Llierca
- Can Coma
- Hostalnou

## Histoire
En 1928 l'évêché de Gérone constitua la paroisse de Sant Jaume de Llierca. Le village prit la même appellation deux ans plus tard.
Le premier document officiel, daté de l’année 940, concerne l’achat d’une propriété par Ava, comtesse de Besalú, veuve de Miron II de Cerdagne. En 1973 fut mis au jour un site préhistorique au Pla de Politger.

## Démographie
| 1991 | 1996 | 2001 | 2004 |
| ---- | ---- | ---- | ---- |
| 757  | 761  | 746  | 778  |

## Économie
L’économie est repartie entre l’agriculture, surtout céréalière, et l’industrie de la charcuterie et les conserveries de viande.

## Lieux et monuments
- Église paroissiale de Sant Jaume de Llierca. À l’intérieur sont conservées deux sculptures en bois du XVIe ou du XVIIe siècle. On distingue la coupole revêtue de céramique rouge.
- Mosaïques utilisées pour numéroter les maisons et posées en 1864 par Ramón Castellà.
- Musée ornithologique
- Ruines du château de Montpalau
- Ermitage de santa Magdalena (1228)